# Coupe de la Confédération centre-américaine et caribéenne de football 1957
La Coupe CCCF 1957 est la huitième édition de la Coupe CCCF, du 11 au 25 août 1957. Toutes les rencontres sont jouées au Rifstadion de Willemstad (Antilles néerlandaises).

## Nations participantes
Cinq équipes participent au tournoi (par ordre alphabétique).
- Cuba
- Curaçao (pays hôte)
- Haïti
- Honduras
- Panama

Le Costa Rica, tenant du titre, décline sa participation pour des raisons financières alors que le Guatemala se retire peu avant le tournoi en raison de l’état d'urgence décrété dans le pays à la suite de l'assassinat du Président Carlos Castillo Armas, le 26 juillet 1957.

## Résultats

### Classement final
| Rang | Équipe   | Pts | J | G | N | P | Bp | Bc | Diff |  | Résultats (▼ dom., ► ext.) |  |     |     |     |     |
| ---- | -------- | --- | - | - | - | - | -- | -- | ---- |  | -------------------------- |  | --- | --- | --- | --- |
| 1    | Haïti    | 8   | 4 | 4 | 0 | 0 | 14 | 4  | +10  |  | Haïti                      |  | 3-1 | 2-1 | 3-1 | 6-1 |
| 2    | Curaçao  | 5   | 4 | 2 | 1 | 1 | 7  | 4  | +3   |  | Curaçao                    |  |     | 1-1 | 3-0 | 2-0 |
| 3    | Honduras | 5   | 4 | 2 | 1 | 1 | 6  | 4  | +2   |  | Honduras                   |  |     |     | 2-1 | 2-0 |
| 4    | Panama   | 2   | 4 | 1 | 0 | 3 | 3  | 8  | -5   |  | Panama                     |  |     |     |     | 1-0 |
| 5    | Cuba     | 0   | 4 | 0 | 0 | 4 | 1  | 11 | -10  |  | Cuba                       |  |     |     |     |     |

### Matchs
| 11 août 1957 | Honduras      | 2 – 1 | Panama        | Rifstadion, Willemstad         |                                |
|              | Zelaya 9e 42e |       | 85e Rodríguez | Arbitrage : Vincenzo Orlandini | Arbitrage : Vincenzo Orlandini |

| 13 août 1957 | Haïti                       | 3 – 1 | Curaçao   | Rifstadion, Willemstad   |                          |
|              | Charles 27e 72e · Tassy 55e |       | 85e Gómez | Arbitrage : Arthur Ellis | Arbitrage : Arthur Ellis |

| 14 août 1957 | Panama     | 1 - 0 | Cuba | Rifstadion, Willemstad       |                              |
|              | Deanes 83e |       |      | Arbitrage : Juan Gardeazabal | Arbitrage : Juan Gardeazabal |

| 16 août 1957 | Haïti                   | 2 - 1 | Honduras  | Rifstadion, Willemstad         |                                |
|              | Charles 20e · Tassy 40e |       | 29e Suazo | Arbitrage : Vincenzo Orlandini | Arbitrage : Vincenzo Orlandini |

| 18 août 1957 | Curaçao                      | 2 - 0 | Cuba | Rifstadion, Willemstad   |                          |
|              | Schoop 27e · R. de Lanoi 44e |       |      | Arbitrage : Arthur Ellis | Arbitrage : Arthur Ellis |

| 19 août 1957 | Haïti                     | 3 - 1 | Panama     | Rifstadion, Willemstad       |                              |
|              | Charles 23e 57e · Roc 83e |       | 22e Deanes | Arbitrage : Juan Gardeazabal | Arbitrage : Juan Gardeazabal |

| 21 août 1957 | Honduras                  | 2 - 0 | Cuba | Rifstadion, Willemstad         |                                |
|              | Leaky 23e 57e · Suazo 67e |       |      | Arbitrage : Vincenzo Orlandini | Arbitrage : Vincenzo Orlandini |

| 21 août 1957 | Curaçao                                   | 3 - 0 | Panama | Rifstadion, Willemstad   |                          |
|              | Sambo 40e · Bibiana 55e · W. de Lanoi 72e |       |        | Arbitrage : Arthur Ellis | Arbitrage : Arthur Ellis |

| 23 août 1957 | Haïti                                                      | 6 - 1 | Cuba        | Rifstadion, Willemstad       |                              |
|              | Charles 1re 47e 72e · Tassy 24e · Bovil 60e · Delpeche 87e |       | 80e Carmona | Arbitrage : Juan Gardeazabal | Arbitrage : Juan Gardeazabal |

| 25 août 1957 | Curaçao     | 1 - 1 | Honduras    | Rifstadion, Willemstad         |                                |
|              | Canword 16e |       | 69e Ramírez | Arbitrage : Vincenzo Orlandini | Arbitrage : Vincenzo Orlandini |

## Distinctions

### Récompenses
- Meilleur joueur:  Francisco Torrent
- Meilleur buteur:  Phénol Charles (8 buts)

### Équipe type
| Gardien              | Défenseurs                                    | Milieux                                       | Attaquants                                           |
| -------------------- | --------------------------------------------- | --------------------------------------------- | ---------------------------------------------------- |
| Victor Celso Polinet | Pedro Matrona Wilfred de Lanoi Fausto Yu-Shan | Francisco Torrent Gérald Elie Fernando Zelaya | Jorge Deanes Antoine Tassy Phénol Charles Roc Pierre |

| Vainqueur Coupe CCCF 1957 Haïti 1er titre |